# きわどい季節
「きわどい季節」（きわどいきせつ）は、日本の歌手である沢田研二の47枚目のシングルである。
1987年3月21日に東芝EMIのイーストワールドレーベルより発売された。

## 解説
- 表題曲の「きわどい季節-Summer Graffiti-」は、『'87サントリーCANビール』のCMソングに起用され、ストリングスを大々的に導入したサウンドとなっている[1]。作詞は前作に続き阿久悠、作曲はシングル曲としては「おまえがパラダイス」以来となる加瀬邦彦である。
- B面の「やさしく愛して」はBOROの作品で、オリジナルアルバムには未収録ながら、バラードを集めたベストアルバム『AFTERMATH』に収録された。
- ジャケット写真は「アリフ・ライラ・ウィ・ライラ 〜千夜一夜物語〜」と同様に、「沢田研二/CO-CóLO」とクレジットされている。

## 収録曲
- 全編曲:CO-CóLO

1. きわどい季節-Summer Graffiti-
  - 作詞:阿久悠／作曲:加瀬邦彦
2. やさしく愛して
  - 作詞・作曲:BORO